# Фаулер, Дэнни
Дэ́нни Фа́улер (англ. Danny Fowler) — английский бывший профессиональный игрок в снукер. Стал профессионалом в 1984, и играл в мэйн-туре следующие 13 сезонов. Наивысший рейтинг — 28-й. В 1993, на чемпионате мира Фаулер дошёл до 1/16 финала, уступив действующему на тот момент чемпиону мира Стивену Хендри со счётом 1:10. Также он успешно проходил квалификацию на этот турнир в 1986 и 1988 годах. В 1988 году Фаулер стал невольным участником мирового рекорда: он проиграл партию Тони Драго за три минуты — самый быстрый фрейм.
До своей снукерной карьеры Фаулер работал мусорщиком.